# Inspire Brands
Inspire Brands LLC er en amerikansk virksomhed, der driver restauranter og caféer. Af virksomheden restauranter kan nævnes: Arby's, Buffalo Wild Wings, Sonic Drive-In, Jimmy John's, Mister Donut, Dunkin' Donuts og Baskin-Robbins. I alt er der 650.000 ansatte i 15 lande. Inspire Brands er ejet af Roark Capital Group.
Inspire Brands blev etableret i 2018 ved en fusion mellem Arby's Restaurant Group og Buffalo Wild Wings.